# Pachtkamer
De pachtkamer is een Nederlands rechtscollege bij de rechtbank, sector kanton, dat tot taak heeft te oordelen over geschillen omtrent pachtovereenkomsten. Het kan gaan over bijvoorbeeld opzegging, ontbinding, pachtopvolging (indeplaatsstelling) of schadevergoeding. De pachtkamer bestaat uit een kantonrechter, die voorzitter is, en twee deskundige leden die niet tot de rechterlijke macht behoren maar de praktijk van het pachtrecht goed kennen, zoals agrariërs en rentmeesters.
Van beslissingen van de pachtkamer van de rechtbanken is hoger beroep mogelijk bij de pachtkamer van het Gerechtshof Arnhem-Leeuwarden (locatie Arnhem), dat geldt voor hoger beroepen in heel Nederland voor zaken die vallen binnen het pachtrecht. Deze worden dus niet door de andere drie gerechtshoven in behandeling genomen. De pachtkamer van het Gerechtshof Arnhem-Leeuwarden bestaat uit drie rechterlijke leden en twee deskundige leden.
Het landelijk procesreglement bevat bijzondere bepalingen voor het procederen in pachtzaken bij het gerechtshof (hoofdstuk 9.3). Gaat het om een beëindigingsvordering, dan dienen partijen een ingevuld vragenformulier over te leggen. Het procesreglement is bindend.
De leden van de pachtkamer van het gerechtshof zijn tevens lid van de Centrale Grondkamer. De Centrale Grondkamer is het beroepsorgaan voor beslissingen van de Grondkamers in Nederland.
Het is mogelijk de eerste rechtsgang over te slaan en een zaak direct voor te leggen aan de instantie voor hoger beroep, dit wordt prorogatie genoemd. Het procesreglement geeft hiervoor een bijzondere regeling (artikel 9.3.5).